# 薬害オンブズパースン会議

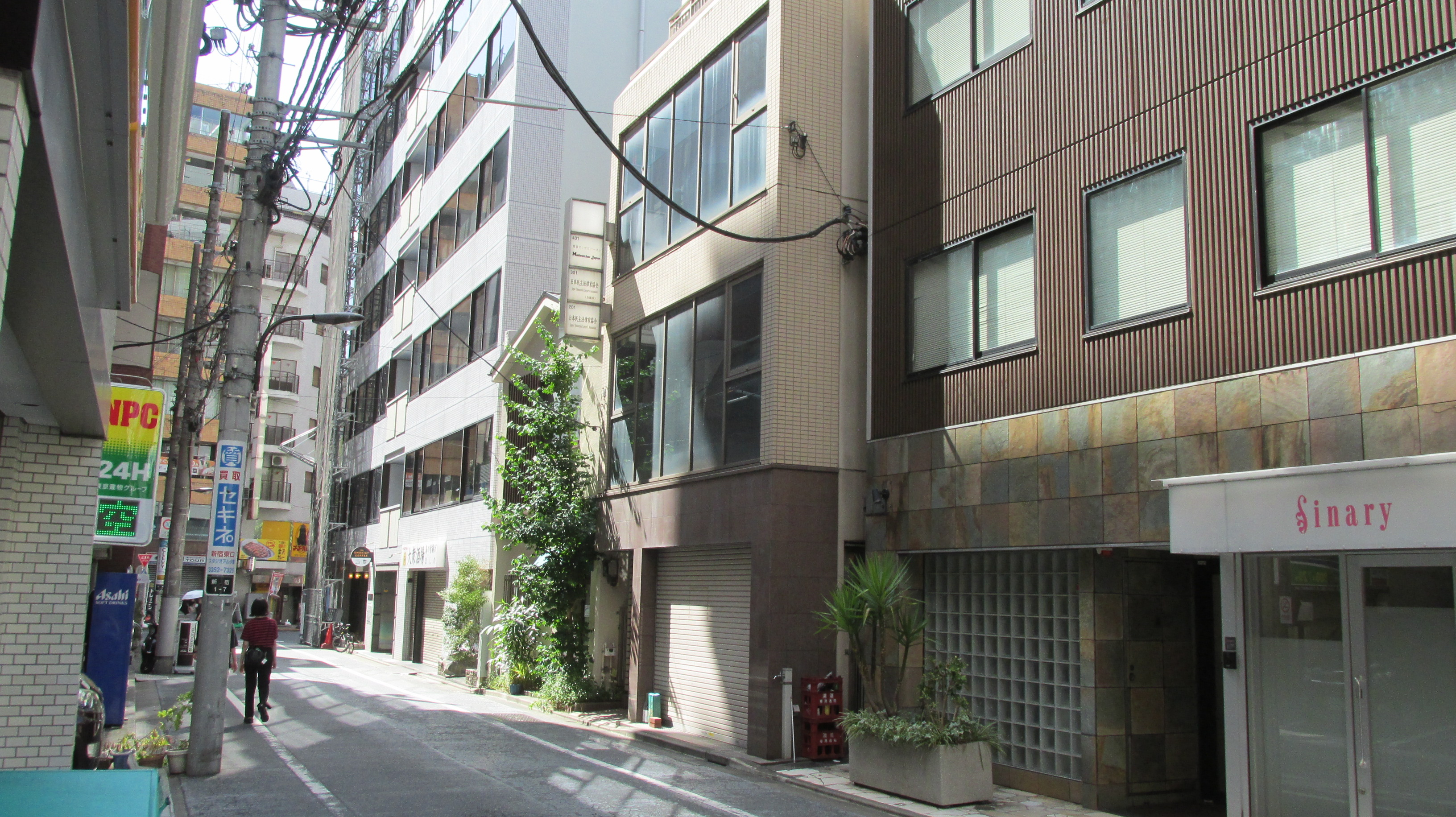
事務局を置くビル

薬害オンブズパースン会議（やくがいオンブズパースンかいぎ、略称「薬害オンブズパースン」）は、薬害エイズ訴訟の弁護団と全国市民オンブズマン連絡会議の呼びかけにより、1997年に発足した薬害防止を目的とする民間の医薬品監視機関（NGO）。医師、薬剤師、薬害被害者、弁護士、市民ら（定員20名）で構成されている。
事務局を東京都新宿区新宿1-14-4 AMビル4階に置いている。

## 活動内容

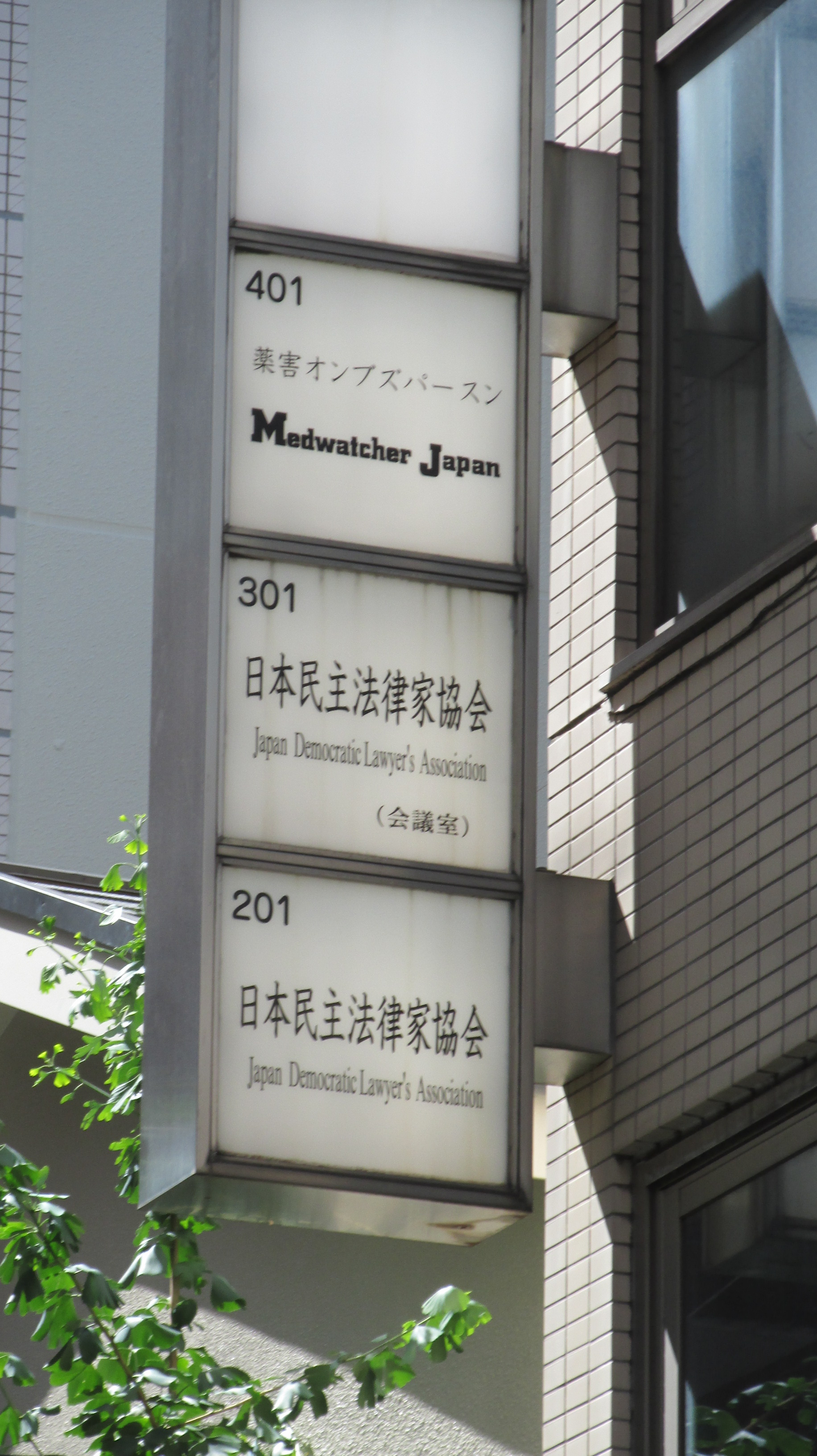
日本民主法律家協会と同じビルで活動している

- 情報収集・調査・分析、情報提供日本民主法律家協会と同じビルで活動している政府や製薬企業に対する要望書や公開質問状の提出活動
- 厚生労働省の各種委員会への委員としての参加やロビー活動
- シンポジウム・集会の主催
- 情報公開請求訴訟
- 個別薬の問題の他、公表要件制度廃止問題、臨床試験登録制度、利益相反問題、一般用医薬品規制緩和問題、水道水フッ素化・フッ素集団洗口問題など制度の問題への取り組み
- 支援組織である各地の薬害オンブズパースン・タイアップグループ[1]との連携による全国的な実態調査など[2]

## 財政基盤
薬害エイズ訴訟の弁護団とタイアップグループからの寄付で運営している。

## 機関紙
- 『Medwatcher Japan』（季刊）[3]

## 活動の具体例
- 2013年11月1日に、ノバルティスファーマ社を、ディオバンの臨床研究の利益相反問題隠蔽及びデータ不正操作問題に関連して、薬事法違反（誇大広告）と不正競争防止法違反（虚偽表示）容疑で東京地検に告発文書を提出した[4][5][6]。2014年8月1日に嫌疑不十分で不起訴となった。
- ヒトパピローマウイルスワクチン（HPVワクチン、子宮頸癌ワクチン）について、重篤な有害事象の存在を問題視し、有効性と安全性が確立されていないとして、定期接種に反対している[7]。また有害事象の原因を「心身の反応」とする機能性身体症状説に批判的な立場をとる[8][9]。2014年2月24日、厚生科学審議会予防接種・ワクチン分科会副反応検討部会がワクチンの接種後に起きている全身の痛みや運動障害などの症例について、いずれも ”心身の反応” であるという方向で結論をまとめようとしていることについて、恣意的で非科学的であると批判した[10]。

1. HPVワクチンの副作用が、単一の機序によって生じるという科学的根拠のない前提に立って分析している。
2. 「心身の反応」仮説に対しては一部に説明困難な症例等があってもそれを認めるという恣意的な論法を駆使し、結論ありきの検討をしている。
3. 「通常の医学的見地」をもとに判断し、新しい医薬品では既知の知見では説明できない副作用が起きる可能性があることを無視している。過去の薬害の教訓を忘れたものだと批判した [10]。またこのHPVワクチンには、実際に接種によって子宮がんの発生を防いだという医学的エビデンスはないと主張した[10]。2019年現在、スウェーデンやオーストラリアなどから、子宮頸癌の抑制効果があったという報告が出されている[11]。2017年、薬害オンブズパースン会議はインド医療倫理雑誌(Indian journal of medical ethics)に英文論文を発表した[12]。

- 事務局長の水口真寿美はHPVワクチン薬害訴訟全国弁護団の共同代表を務める。
- 2018年、HPVワクチンの有効性・安全性を示したコクランのシステマティック・レビュー（詳細はヒトパピローマウイルスワクチン#コクラン共同計画を参照）について、過去研究の欠落やアジュバントを投与した対照群との比較、利益相反などを指摘し批判した。このレビューに対しては北欧コクラン代表のピーター・ゲッチェらからも同様の批判がされ、紛糾を生じた（詳細はコクラン (組織)#コクラン25年目の半数の理事の辞任を参照）。
  - こうした批判を踏まえ、コクラン・ジャパン元代表の森臨太郎は同レビューについて、科学的に妥当で結論は揺るぎないが、利益相反の点では手続上問題ないものの更なる配慮の余地があり、また現行の比較試験での安全性の証明には限界があり、その点に触れるべきであったとの私見を示した。
  - 明治大学情報コミュニケーション学部助手の山本輝太郎と教授の石川幹人は、同団体の声明をエビデンスレベルの考え方に基づいて評価し、個別の症例報告のような、ランダム化比較試験などよりも客観性に疑問の残るデータを中心として有害説が主張されていると批判した。ただし、システマティック・レビューにおいては症例報告を情報源とすること自体は許容されている。

- 2019年、名古屋市の要請による大規模アンケート研究（名古屋スタディ）を巡り、聖路加国際大学准教授で当団体所属（当時）の八重ゆかりと統計数理研究所所長の椿広計が、異なる分析手法による異なる結論の論文を発表し、学術誌の内外において名古屋スタディ主著者で名古屋市立大学教授の鈴木貞夫と論争を繰り広げた。鈴木による論文取り下げ要求は掲載誌側に受け入れられなかったが、鈴木は分析手法について「明らかに都合のよい結果を出すために不正な手続きが取られている」と批判し、当団体について「反HPVワクチンを唱える」として利益相反を主張した。
- 2020年、当時承認待ちの9価HPVワクチン「シルガード9」について、臨床試験において重篤な有害事象が4価ワクチンよりも高率で認められているなどの理由から、承認すべきでないとの意見書を厚生労働省に提出した。

- 新型コロナウイルスワクチンについて、接種の努力義務を課すには高い安全性が必要であるとして、新ワクチンの導入初期には任意接種を経るべきとの意見書を厚生労働省に提出した[21][22]。

## メンバー
- 代表：鈴木利廣（弁護士）[23]
- 副代表：別府宏圀（医師）
- 事務局長：水口真寿美（弁護士・日本民主法律家協会所属)
- 片平洌彦(臨床・社会薬学研究所所長、保健学)
- 長田三紀（情報通信消費者ネットワーク)
- 隈本邦彦（江戸川大学メディアコミュニケーション学部教授）
- 打出喜義（産婦人科医師）
- 宮地典子(薬剤師)
- 寺岡章雄(薬剤師)
- 野田邦子(薬剤師)
- 三浦五郎(薬剤師)
- 間規子(薬剤師)
- 戸井千紘（薬剤師）
- 堀康司（弁護士）
- 関口正人(弁護士)
- 服部功志（弁護士）
- 勝村久司（高校教員・全国薬害被害者団体連絡協議会副代表世話人）

メンバーはすべてボランティアである。